# Schlacht bei Saragossa
Carpi – Chiari – Cremona – Kaiserswerth – Lüttich – Landau (I) – Luzzara   – Santa Marta – Cádiz – Venlo – Friedlingen – Vigo – Schmidmühlen – Bonn – Krottensee – Ekeren – Höchstädt – Landau (II) – Speyerbach – Schellenberg – Gibraltar – Höchstädt – Vélez-Málaga – Landau (III) – Marbella – Cassano – Barcelona – Sendlinger Mordweihnacht – Aidenbach – Calcinato – Ramillies – Turin – Castiglione – Santa Cruz de Tenerife – Almansa – Kap Béveziers – Toulon – Lizard Point – Lille – Oudenaarde – Gent – Malplaquet – Mons – Almenar – Saragossa – Syrakus – Villaviciosa – Rio de Janeiro – Denain – Landau (IV) – Barcelona – Freiburg
Die Schlacht von Saragossa (spanisch: Zaragoza) am 20. August 1710 im Spanischen Erbfolgekrieg endete mit einem Sieg der Alliierten über Spanien.

## Vorgeschichte
Nach ihrer Niederlage in der Schlacht von Almenara am 27. Juli 1710 mussten die spanischen Truppen Katalonien aufgeben und sich nach Aragonien zurückziehen. In Erwartung weiterer Angriffe der sie verfolgenden Koalitionstruppen positionierten sich die Spanier unter ihrem neuen Befehlshaber, dem französischen General Alexandre Maître, Herzog von Bay, am Südufer des Ebros, unweit von Saragossa. Nachdem die spanische Armee am 15. August einen Angriff der gegnerischen Reiterei abgewehrt hatte, überschritt die Hauptmasse der Verbündeten am 19. August unbehelligt den Fluss und konnte sich in der folgenden Nacht in Schlachtordnung aufstellen.

## Die Schlacht
Die Armee der Verbündeten war in drei Flügel aufgeteilt: auf der linken Seite standen katalanische und niederländische Truppen unter dem Befehl des Grafen von Atalaya, den rechten Flügel bildeten britische und österreichische Einheiten, die von Stanhope befehligt wurden. Im Zentrum war deutsche Infanterie unter dem Befehl Starhembergs aufgestellt.
Die Schlacht begann um 8 Uhr mit gegenseitigem Artilleriebeschuss, der bis Mittag andauerte. Am frühen Nachmittag griff die spanische Reiterei an, ohne jedoch einen entscheidenden Erfolg erzielen zu können. Der folgende Gegenangriff der Österreicher und Briten durchbrach die feindlichen Reihen und trieb die Spanier zur Flucht.
Während der Schlacht verlor die spanische Armee etwa jeden zweiten Mann durch Tod, Verwundung oder Gefangennahme, während die Armee der Verbündeten nur geringe Verluste hinnehmen musste.

## Folgen
Am 21. August, einen Tag nach der Schlacht, zog Erzherzog Karl in Saragossa ein.
Durch die in der Schlacht erlittenen hohen Verluste war die spanische Armee nicht mehr zu nennenswertem Widerstand fähig. Am 9. September verließ der spanische König Philipp V. das ungeschützte Madrid und begab sich nach Valladolid. Karl zog am 28. September in Madrid ein, musste die spanische Hauptstadt aber bereits am 11. November wieder räumen, nachdem französische Truppen zur Unterstützung Philipps in Spanien einmarschiert waren und die Armee der Verbündeten bedrängten.